# Dave Harding
David Harding, meglio noto come Dave Harding (Liverpool, 14 settembre 1946), è un ex calciatore inglese naturalizzato australiano, di ruolo centrocampista.

## Carriera

### Club
Ad inizio carriera ha giocato 10 partite nella quarta divisione inglese con i gallesi del Wrexham; dopo due stagioni trascorse a livello semiprofessionistico nelle serie minori inglesi, ha poi giocato nella prima divisione australiana.

### Nazionale
Ha partecipato al Mondiale 1974.